# Carl Alstrup ved Skomagerlæsten
Carl Alstrup ved Skomagerlæsten (også kendt som Den glade Skomager) er en dansk stum komediefilm fra 1911 produceret af Nordisk Films Kompagni. Filmens instruktør er ukendt.
Filmen havde dansk premiere den 10. januar 1911 i Biograf-Theatret i København. Den blev i engelsktalende lande distribueret som The Happy Shoemaker

## Handling
Skomager Begmans sprælske datter har to bejlere, der kommer for at hente hende til maskerade. Der er et rend i skomagerværkstedet, men alt ender godt og de unge får hinanden til sidst.

## Medvirkende
- Carl Alstrup
- Victor Fabian
- Ella la Cour
- Holger Pedersen
- Julie Henriksen